# Onkyo
La Onkyo è una azienda giapponese di materiale elettronico, specializzata in apparecchiature home cinema e audio.

## Storia
La società ha cominciato con il nome di Osaka Denki Onkyo KK nel 1946. L'attuale Onkyo Corporation è diretta da Naoto Othsuki.
Durante le fasi iniziali il marchio viene apprezzato soprattutto nel mercato dell'audio, degli altoparlanti e del Hi-Fi. Negli anni '70 Onkyo ottiene una buona fama grazie ai suoi diffusori.
A maggio 2022 ha presentato istanza di fallimento presso la corte di Osaka.